# پارک ملی جاواختی
پارک ملی جاواختی (به لاتین: Javakheti National Park) یک پارک ملی در گرجستان است که در سامتسخه-جاواختی واقع شده‌است.